# Drepanulatrix celataria
Drepanulatrix celataria là một loài bướm đêm trong họ Geometridae.